# Spirito libero (Giorgia)
Spirito libero è un singolo della cantante italiana Giorgia, pubblicato il 18 luglio 2003 come secondo estratto dall'album Ladra di vento.

## Descrizione
Il brano, uscito nel mercato il 18 luglio 2003, ha un testo di denuncia sociale, sul bisogno di libertà e allo stesso tempo sull'ingabbiamento in un mondo che pretende troppo da noi.
Ha anche avuto un buon successo radiofonico durante l'estate, il singolo è entrato alla posizione numero 5 ed ha anticipato il successo dell'album, uscito il 12 settembre successivo e balzato in testa alla classifica italiana.
Spirito libero rappresenta un passo importante nella carriera di Giorgia: i riferimenti pop e leggeri nascondono una voglia di fuggire dalla realtà e dalla materialità della società di oggi, come lei stessa ha dichiarato in alcune interviste. D'altronde, lo stesso album Ladra di vento è pieno di riferimenti al sociale.

## Video musicale
Nel video del brano Giorgia si mostra per la prima volta in bikini e fa il bagno in una piscina assieme a ragazzi e ragazze seminudi. Il regista è il coreografo e ballerino Luca Tommassini, che aveva già diretto per la cantante romana Marzo e il duetto con Ronan Keating We've got tonight e, dopo qualche mese, dirigerà i video de L'eternità e La gatta (sul tetto). Lo stesso Tommassini si è occupato delle coreografie del Ladra di vento tour 2003/2004.

## Successo commerciale
Il singolo Spirito libero è rimato per sette settimane nella Top20 della classifica italiana dei singoli più venduti FIMI, raggiungendo come posizione massima la 5ª, il 24 luglio 2003.

## Tracce
CD single
1. Spirito libero
2. Spirito libero (Base))
3. A Song For You (Live dal Tour 2002)

CD promo
1. Spirito libero

## Classifiche
| Classifica (2003) | Posizione Massima |
| ----------------- | ----------------- |
| Italia            | 5                 |